# Парламентські вибори в Україні 1998
Українські парламентські вибори 1998 року відбулися 29 березня 1998. Половина депутатів Верховної Ради обиралися на пропорційній основі в загальнодержавному окрузі, іншу половину було обрано у 225 одномандатних округах. Прохідний бар'єр для партій і блоків становив 4%. У мажоритарних округах діяла система відносної більшості. 

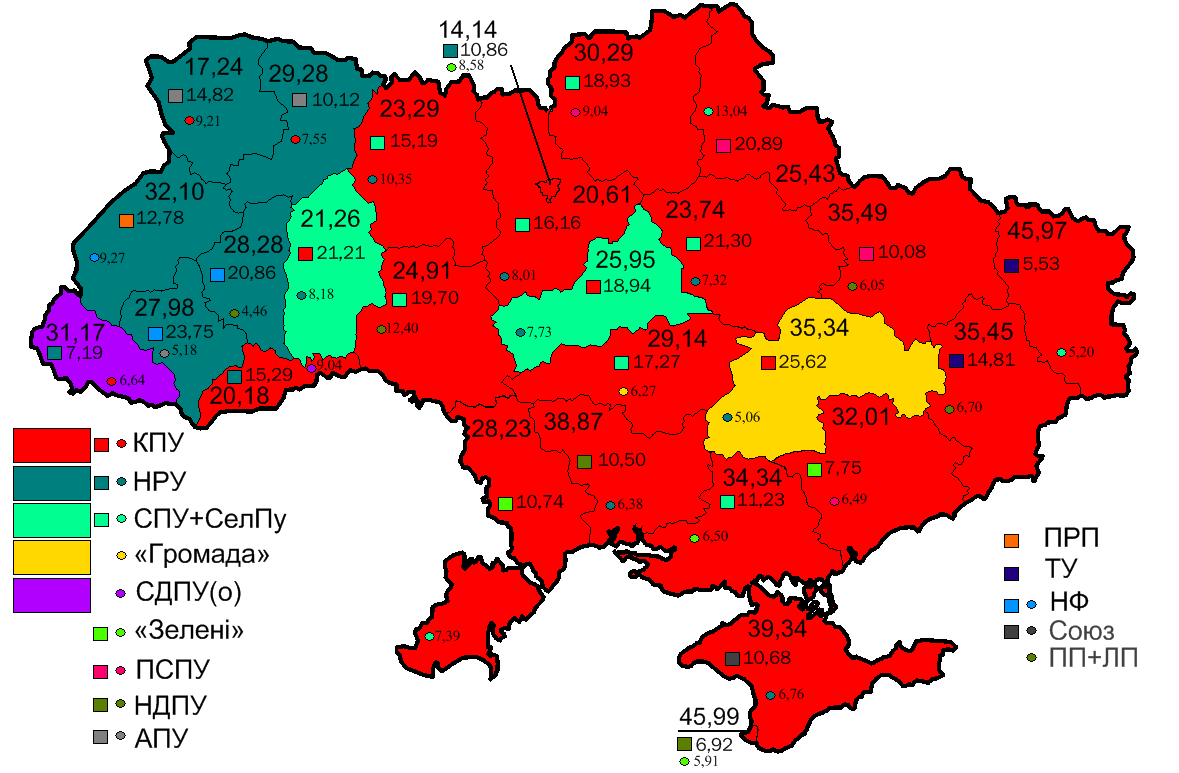
Результати за регіонами (показані перші 3 партії у кожному регіоні)

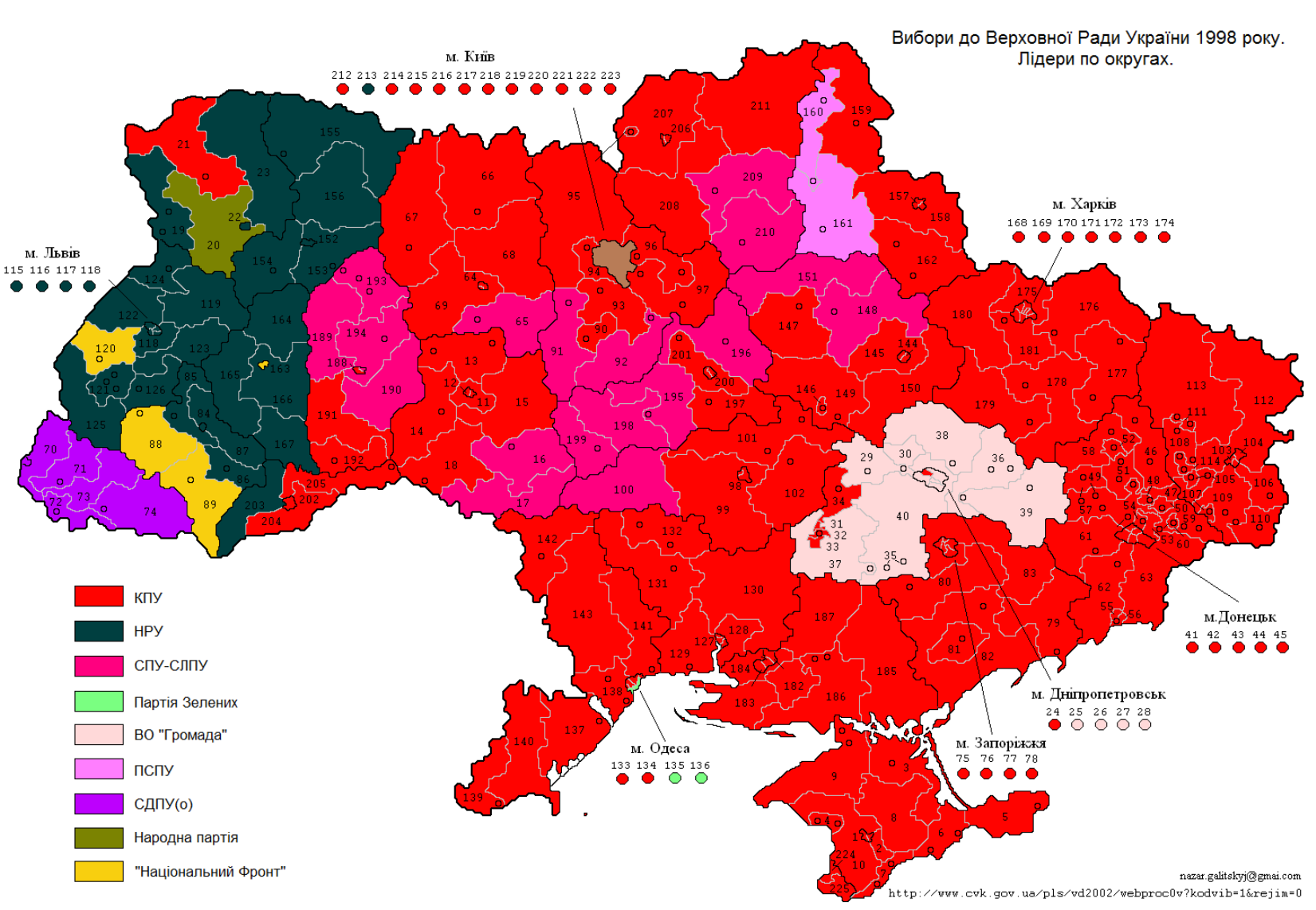
Лідери по округах

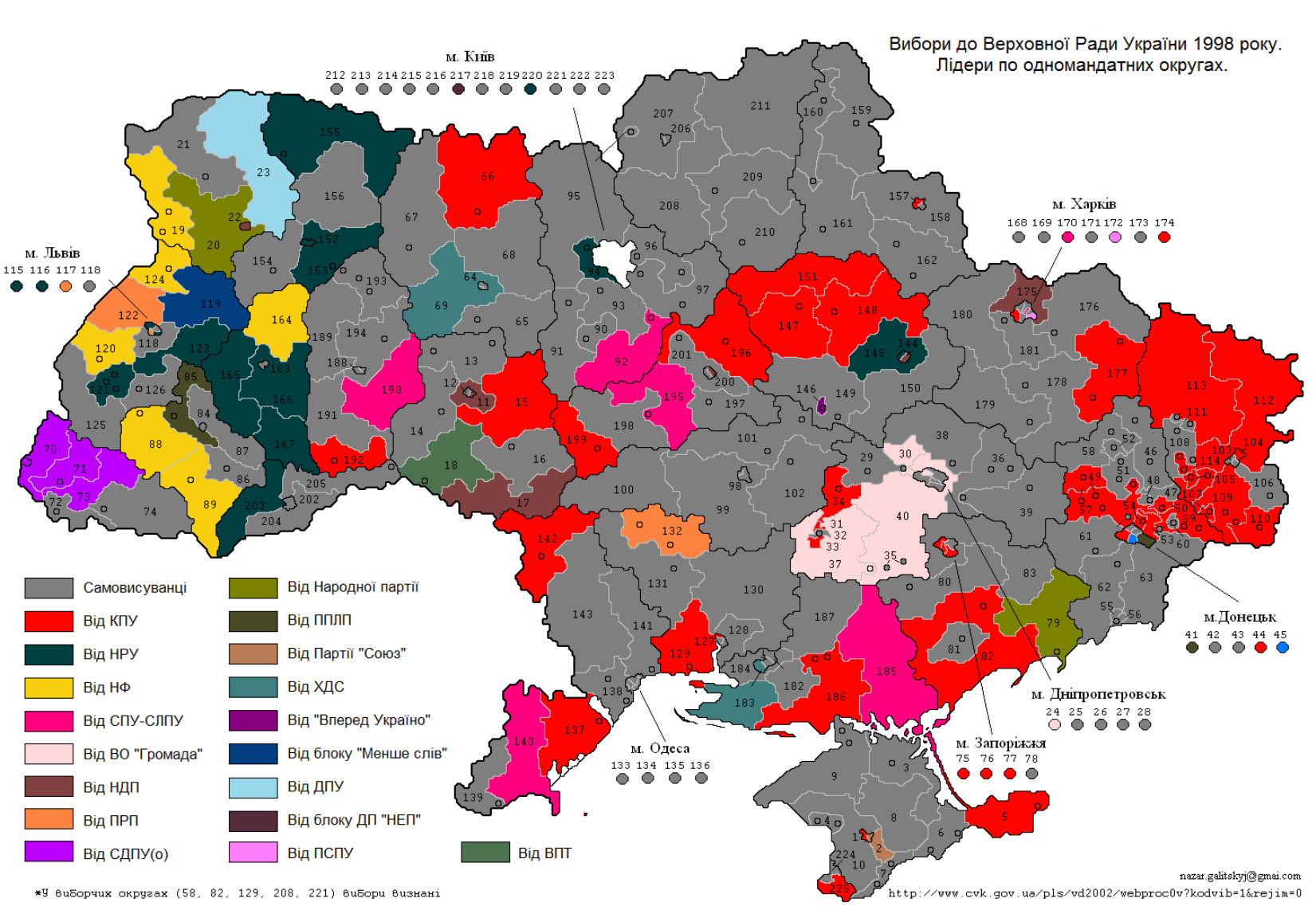
Лідери в одномандатних округах

## Результати
У виборах брали участь 30 політичних партій і блоків (3 605 кандидатів), 8 із них подолали 4%-вий бар'єр, та 4 278 кандидатів було висунуто в одномандатних округах. Комуністична партія України залишається найбільшою партією у Верховній Раді, завоювавши 121 з 445 місць.
| Політична партія або блок | Політична партія або блок | Відсоток голосів | Обрано на пропорційній основі | Обрано в одномандатних округах | Загалом депутатів |
| ------------------------- | --- | ---------------- | ----------------------------- | ------------------------------ | ----------------- |
|                           | Комуністична партія України | 24,65 %          | 84 / 225                      | 37 / 220                       | 121 / 445         |
|                           | Народний Рух України | 9,40 %           | 32 / 225                      | 14 / 220                       | 46 / 445          |
|                           | Виборчий блок Соціалістичної партії України та Селянської партії України «За правду, за народ, за Україну!» - Соціалістична партія України - Селянська партія України | 8,55 %           | 29 / 225                      | 5 / 220                        | 34 / 445          |
|                           | Партія Зелених України | 5,43 %           | 19 / 225                      | 0 / 220                        | 19 / 445          |
|                           | Народно-демократична партія | 5,01 %           | 17 / 225                      | 11 / 220                       | 28 / 445          |
|                           | Всеукраїнське об'єднання «Громада» | 4,67 %           | 16 / 225                      | 8 / 220                        | 24 / 445          |
|                           | Прогресивна соціалістична партія України | 4,04 %           | 14 / 225                      | 2 / 220                        | 16 / 445          |
|                           | Соціал-демократична партія України (об'єднана) | 4,01 %           | 14 / 225                      | 3 / 220                        | 17 / 445          |
|                           | |                  |                               |                                |                   |
|                           | Народна аграрна партія України | 3,68 %           | —                             | 2 / 220                        | 2 / 445           |
|                           | Партія «Реформи і порядок» | 3,13 %           | —                             | 3 / 220                        | 3 / 445           |
|                           | Виборчий блок партій «Трудова Україна» - Громадянський конгрес України - Українська партія справедливості                                                             | 3,06 %           | —                             | —                              | —                 |
|                           | Виборчий блок партій «Національний фронт» - Конгрес українських націоналістів - Українська консервативна республіканська партія - Українська республіканська партія   | 2,71 %           | —                             | 6 / 220                        | 6 / 445           |
|                           | Виборчий блок партій «Партія праці та Ліберальна партія – РАЗОМ» - Ліберальна партія України - Партія праці                                                           | 1,89 %           | —                             | 2 / 220                        | 2 / 445           |
|                           | Виборчий блок партій «Вперед, Україно!» - Партія «Християнсько-демократичний союз» - Українська християнсько-демократична партія                                      | 1,73 %           | —                             | 1 / 220                        | 1 / 445           |
|                           | Християнсько-демократична партія України | 1,29 %           | —                             | 2 / 220                        | 2 / 445           |
|                           | Виборчий блок партій «Блок Демократичних партій – НЕП (народовладдя, економіка, порядок)» - Демократична партія України - Партія економічного відродження             | 1,22 %           | —                             | 1 / 220                        | 1 / 445           |
|                           | Партія національно-економічного розвитку України | 0,94 %           | —                             | —                              | —                 |
|                           | Виборчий блок партій «СЛОн – Соціально-Ліберальне Об’єднання» - Конституційно-демократична партія - Партія «Міжрегіональний блок реформ»                              | 0,90 %           | —                             | —                              | —                 |
|                           | Партія регіонального відродження України | 0,90 %           | —                             | 1                              | 1                 |
|                           | Всеукраїнська партія трудящих | 0,79 %           | —                             | 1 / 220                        | 1 / 445           |
|                           | Партія «Союз» | 0,70 %           | —                             | 1 / 220                        | 1 / 445           |
|                           | Всеукраїнська партія жіночих ініціатив | 0,58 %           | —                             | —                              | —                 |
|                           | Республіканська християнська партія | 0,54 %           | —                             | —                              | —                 |
|                           | Українська національна асамблея | 0,39 %           | —                             | —                              | —                 |
|                           | Соціал-демократична партія України | 0,32 %           | —                             | —                              | —                 |
|                           | Партія захисників Вітчизни | 0,30 %           | —                             | —                              | —                 |
|                           | Партія духовного, економічного і соціального прогресу | 0,20 %           | —                             | —                              | —                 |
|                           | Партія мусульман України | 0,19 %           | —                             | —                              | —                 |
|                           | Виборчий блок партій «Менше слів» - Соціал-національна партія України - Всеукраїнське політичне об'єднання «Державна самостійність України»                           | 0,16 %           | —                             | 1 / 220                        | 1 / 445           |
|                           | Виборчий блок партій «Європейський вибір України» - Ліберально-демократична партія України - Українська селянська демократична партія                                 | 0,13 %           | —                             | —                              | —                 |
|                           | Демократична партія України1 | —                | —                             | 1 / 220                        | 1 / 445           |
|                           | Соціалістична партія України1 | —                | —                             | 1 / 220                        | 1 / 445           |
|                           | позапартійні | —                | —                             | 117 / 220                      | 117 / 445         |
|                           | Не підтримали жодного списку партії (блоку) | 5,25 %           | —                             | —                              | —                 |
|                           | |                  |                               |                                |                   |
|                           | Усього | 100,00 %         | 225                           | 2202                           | 445               |

- 1 — самовисування; висунуті не блоками, в які входили ці партії
- 2 — в п'яти виборчих округах (№№ 58, 82, 129, 208, 221) вибори визнані недійсними

|                |  |         |  |               |  |
| КПУ            |  | НРУ     |  | Блок СПУ-СЛПУ |  |
|                |  |         |  |               |  |
| Партія Зелених |  | НДП     |  | ВО Громада    |  |
|                |  |         |  |               |  |
| ПСПУ           |  | СДПУ(о) |  |               |  |